# 大棘锥棘吸虫
大棘锥棘吸虫（学名：Petasiger megacanthum）为棘口科锥棘属的动物。分布于俄罗斯、匈牙利以及中国大陆的福建等地，营寄生生活，宿主为潜鸭以及寄生于肠。